# Demokratyczna Sokyra
Demokratyczna Sokyra (ukr. Демократична Сокира) – ukraińska partia polityczna założona w 2018 roku, zarejestrowana 22 maja 2019 roku.

## Historia

### Geneza
Założenie partii o nazwie „Demokratyczna Orda” ogłoszono w kwietniu 2018. Wśród osób, które zadeklarowały chęć wstąpienia do partii albo jej wsparcie, znalazło się blisko 30 osobistości, w tym blogerzy (Jurij Hudymenko, Ihor Bihdan), dziennikarze (Wiktor Trehubow, redaktor naczelny strony internetowej „Piotr і Maziepa”), Mychajło Makaruk (wolontariusz organizacji „Narodnyj tył” i wspólnoty „InformNapalm”), przedsiębiorcy (Bohdana Jarowa, Pyłyp Duchlij), hakerzy (bardziej znani z pseudonimów „Seanc Townsend” і „Jeoffrey Dahmer” z „Ukrainian Cyber Alliance”), weterani АТО (Ołeksandr Zołot´ko, Anton Kołumbet i inni), wolontariusze (Serg Marco, Jarosław Matiuszyn), programiści oraz pisarze. Latem 2018 roku ogłoszono zmianę nazwy partii z „Demokratyczna Orda” na „Demokratyczna Sokyra”.
4 sierpnia 2018 roku w pubie „Swij w dosku” odbyło się spotkanie założycielskie partii, na którym obecnych było około 400 osób. Założyciele podkreślili, że na chwilę obecną zarejestrowani są tylko jako organizacja pozarządowa i zasadniczo nie są zainteresowani kupnem istniejącej partii, by potem zamienić jej dane rejestracyjne. 27 grudnia 2018 złożono w Ministerstwo Sprawiedliwości Ukrainy wniosek o zarejestrowanie „Demokratycznej Sokyry” jako partii politycznej, a 22 maja 2019 roku oficjalnie wpisano do ewidencji (rejestr partii politycznych) Ministerstwa Sprawiedliwości Ukrainy.

### Wybory parlamentarne w 2019 roku
15 maja 2019 roku partie polityczne „Syła ludej”, „Ukrajinśkaja Hałyćka partija” i „Demokratyczna Sokyra” zawarły porozumienie w celu koordynacji działań „przeciw rosyjskiemu rewanżowi” i wprowadzenia demokratycznych reform.
13 czerwca 2019 roku zarejestrowano 10 kandydatów w jednomandatowych okręgach wyborczych. Żadnemu z kandydatów nie udało się wygrać.

## Działalność prawna

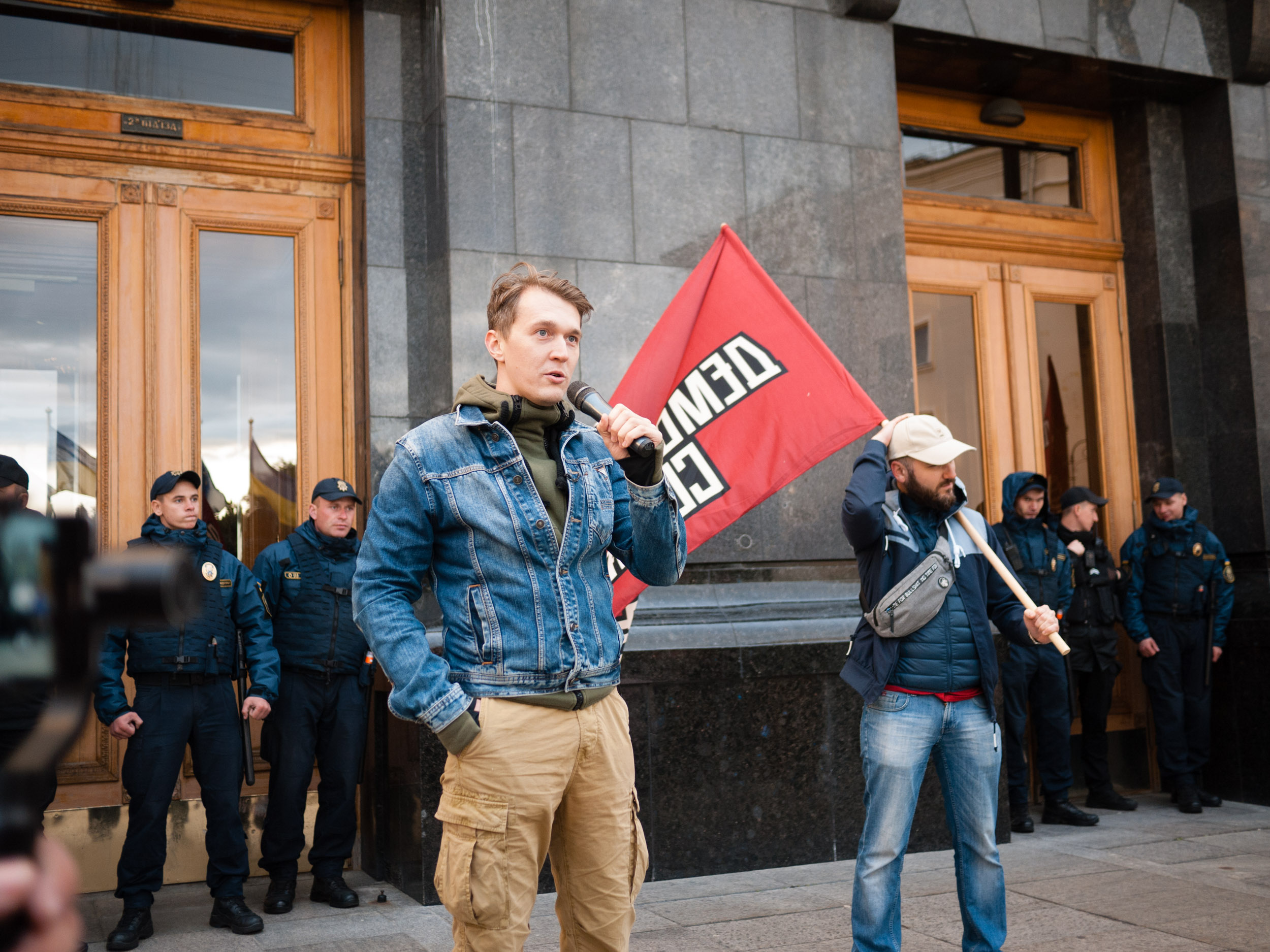
Jurij Hudymenko podczas akcji „Impeachment Kołomojskiego”, 20 września 2019

Jeszcze przed oficjalną rejestracją partia zaczęła kampanię dla poparcia ustawy dotyczącej zamiany podatku dochodowego od osób prawnych na podatek od wyprowadzonego kapitału. Partia zorganizowała również flash mob przeciwko ustawie 6688, ograniczającej wolność w Internecie oraz prawa dostawców usług internetowych.
Działania podjęte z inicjatywy partii, m.in. demonstracje ulicznych, jak również protesty w mediach społecznościowych, przyczyniły się do uchwalenia poprawek do kodeksu sieci transportu gazu. W wyniku tej kampanii zostały zaakceptowane dwie poprawki postulowane przez partię. Zdaniem kierownictwa „DemSokyry” początkowa wersja kodeksu umożliwiała regionalnym spółkom gazowniczym nielegalny odbiór gazu z sieci ogólnopaństwowej.
6 czerwca 2018 roku odbyły się wybory do Rady Kontroli Obywatelskiej przy Narodowym Biurze Antykorupcyjnym, w których największą liczbę głosów zdobyli kandydaci reprezentujący organizację „Demokratyczna Sokyra Ordy” – Maksym Diżeczko, Tetiana Łokaćka oraz Anatolij Mazur.
Podczas wyborów do Rady Kontroli Obywatelskiej przy Narodowym Biurze Antykorupcyjnym w 2019 roku organizacje społeczne deklarujące poparcie dla „Demokratycznej Siekiery” stworzyły koalicję ze stowarzyszeniem „Ruch weteraniw Ukrajiny”, uzyskując łącznie 14 z 15 miejsc.

## Struktura i zarząd
Przewodniczący partii: Ihor Szczedrin

Rada polityczna partii: Jurij Hudymenko, Ołeksandr Nojneć, Anton Szweć, Wiktor Trehubow, Anton Kołumbet
Wszystkie decyzje uchwalane są w drodze głosowania wśród liderów partii (każdy z liderów ma po jednym głosie).

## Finansowanie
Według założycieli partii środki pieniężne potrzebne na finansowanie działalności pochodzą głównie od dobrowolnych wpłat zwolenników (finansowanie zewnętrzne). Partia regularnie publikuje raporty dotyczące kosztów i przychodów.

## Krytyka
Po przeprowadzeniu demonstracji „Weteran WoW” 9 maja 2018 roku media rosyjskie zarzuciły partii brak szacunku dla poległych w II wojnie światowej.
Niektóre ukraińskie media wraz z kilkoma działaczami społecznymi obwiniali partię za powiązanie z Administracją Prezydenta Ukrainy Petra Poroszenki, a część jej członków za związki polityczne z byłym parlamentarzystą z „Partii Regionów” Jurijem Iwaniuszczenką oraz z doradcą prezydenta Poroszenki – Jurijem Biriukowem.
„DemSokyra” potwierdza, że niektórzy jej członkowie byli powiązani z Jurijem Biriukowem, ale z pozostałymi zarzutami się nie zgadza.